# Бити или не бити (филм из 1942)
Бити или не бити (енгл. To Be or Not to Be) је америчка црна комедија из 1942. године, режисера Ернста Лубича, у којој главне улоге тумаче Карол Ломбард, Џек Бени, Роберт Стек, Феликс Бресар и Зиг Руман. Радња прати групу глумаца у нацистички окупираној Варшави који користе своје способности прерушавања и глуме да заварају окупаторске трупе. Филм су адаптирали Лубич (непотписан) и Едвин Џастус Мајер по причи Мелхиора Ленгјела. Филм је објављен месец дана након што је глумица Карол Ломбард погинула у авионској несрећи. Године 1996, Конгресна библиотека је изабрала филм за чување у Националном регистру филмова Сједињених Држава због „културног, историјског или естетског значаја”.
Наслов филма је референца на чувени солилоквијум „Бити или не бити” у Хамлету Вилијама Шекспира.

## Радња
Познате звезде једне варшавске позоришне трупе, глумац Јозеф Тура и његова супруга Марија, увежбавају Гестапо, сатиричну представу о нацистима. Те ноћи, када трупа изводи Хамлета, са Туром у насловној улози, један од глумаца, Бронски, саосећа са колегом Гринбергом због тога што је ограничен само на улогу копљаника. Гринберг, за кога се претпоставља да је Јеврејин, открива да је одувек сањао да глуми Шајлока у Млетачком трговцу.
Марија прима писмо од поручника Станислава Собинског, у коме јој он изражава дивљење, и позива га да је посети у њеној гардероби те ноћи, када Тура започне свој монолог „Бити или не бити…”. Убрзо, влада издаје наредбе о укидању Гестапоа како би се избегло евентуално погоршање односа са Немачком. Следеће ноћи, Собински поново излази током монолога „Бити или не бити” да би се срео са Маријом, разбесневши Туру. Собински признаје своју љубав Марији, претпостављајући да ће она напустити мужа, као и позориште, да би била са њим. Пре него што Марија успе да исправи претпоставку Собинског, избијају вести да је Немачка напала Пољску. Собински одлази да би се придружио борби у пољској дивизији Краљевског ратног ваздухопловства (РАФ), а глумци се крију док Варшава бива бомбардована.
Собински и његове колеге сусрећу се са вођом пољског покрета отпора, професором Силецким. Силецки ће се ускоро вратити у Варшаву, а ови му дају поруке за своје најмилије. Међутим, Собински постаје сумњичав када Силецки каже да не зна за Марију Туру. Савезници схватају да Силецки сада поседује идентитете породица пољских ваздухопловаца у РАФ-у, против којих се могу предузети одмазде ако он преда ове информације нацистима. Собински лети назад да упозори Марију, али Силецки наређује немачким војницима да доведу Марију и преноси јој поруку Собинског. Позива Марију на вечеру, надајући се да ће је регрутовати као нацистичког шпијуна. Непосредно пре него што она стигне кући, Тура се враћа и затиче Собинског у свом кревету. Марија и Собински покушавају да схвате шта да раде са Силецким, док Тура покушава да схвати шта се дешава са његовом супругом и пилотом. Тура изјављује да ће убити Силецког.
Касније, члан чете прерушен у припадника Гестапоа позива Силецког у „главни штаб Гестапоа”, заправо позориште. Тура се претвара да је пуковник Ерхарт из Гестапоа. Силецки открива поруку Собинског за Марију, као и да „Бити или не бити” сигнализира њихов састанак. Изненађени Тура се неконтролисано разоткрива. Силецки покушава да побегне, али га Собински упуца и убија. Тура се прерушава у Силецког, уништава његову додатну копију информација и суочава се са Маријом о њеној вези са Собинским. Састаје се са Ерхартовим ађутантом, капетаном Шулцом, и бива одведен код пуковника. Тура се успешно представља као Силецки, а за вође отпора именује недавно погубљене затворенике. Касније се Марија састаје са Ерхартом, који је обавештава да су у позоришту пронашли леш Силецког. Тура, несвестан тога, телефонира Ерхарту, још увек се представљајући као Силецки. Ерхарт одлучује да га разоткрије као варалицу позивајући га у просторију у којој проналази тело Силецког. Тура, који код себе има додатну лажну браду, брије Силецког и ставља му лажну браду, а затим подстиче Ерхарта да је повуче, убеђујући га да је мртвац био лажни Силецки. Не знајући за Турин успешан план, неколико глумаца маскираних у припаднике Гестапоа стиже на Маријин захтев, ишчупају Турину лажну браду и претварају се да га приводе. Сви су безбедни, али не могу да напусте Пољску како је планирано у авиону који је Ерхарт организовао за Силецког.
Немци приређују представу у част Хитлера током његове посете. Глумци улазе у позориште прерушени у Немце и крију се док Хитлер и његова пратња не стигну и заузму своја места. Током извођења немачке химне, Гринберг се изненада појављује и јури у Хитлерову ложу, скрећући пажњу немачких војника како би глумци могли да замене места са правим Немцима. Као шеф Хитлерове гарде, Тура захтева да зна шта Гринберг жели, дајући глумцу прилику да одржи Шајлоков говор, који се завршава речима „ако нам учините нешто лоше, зар се нећемо осветити?” Тура наређује да се Гринберг „одведе”; сви глумци марширају, улазе у Хитлерове аутомобиле и одвозе се.
У свом стану, Марија чека трупу, јер сви намеравају да оду, али стиже Ерхарт. Бронски улази прерушен у Хитлера, а затим излази без речи, шокиран видевши Ерхарта како покушава да заведе Марију — због чега Ерхарт поверује да је она Хитлерова љубавница. Марија бежи, а постиђени Ерхарт извршава самоубиство.
Глумци полећу Хитлеровим авионом. Собински лети у Шкотску, где новинари интервјуишу глумце. Упитана какву би награду Тура желео за спас покрета отпора, Марија тврди да Јозеф жели да игра Хамлета. Током наступа, Тура је задовољан што види Собинског како мирно седи у публици у критичном тренутку свог солилоквија. Али док он наставља, један млади официр устаје и бучно одлази иза сцене.

## Улоге
- Карол Ломбард као Марија Тура, глумица у Пољској коју су окупирали нацисти
- Џек Бени као Јозеф Тура, глумац и Маријин супруг
- Роберт Стек као поручник Станислав Собински, пољски ваздухопловац заљубљен у Марију
- Феликс Бресар као Гринберг, јеврејски члан трупе који игра мале улоге и сања да глуми Шајлока
- Лајонел Атвил као Равич, аматерски глумац у трупи
- Стенли Риџиз као професор Александар Силецки, нацистички шпијун инфилтриран у пољски покрет отпора
- Зиг Руман као пуковник Ерхарт, неспретни командант Гестапоа у Варшави
- Том Дуган као Бронски, члан трупе који се прерушава у Хитлера
- Чарлс Халтон као Добош, продуцент трупе
- Џорџ Лин као глумац-ађутант, члан трупе који се маскира у ађутанта пуковника Ерхарта
- Хенри Виктор као капетан Шулц, прави ађутант пуковника Ерхарта
- Мод Ебурн као Ана, Маријина шминкерка
- Халивел Хобс као генерал Армстронг, британски обавештајац
- Мајлс Мандер као мајор Канингем, британски обавештајац
- Џејмс Финлејсон као шкотски фармер (непотписан)
- Олаф Хитен као Полоније у представи (непотписан)
- Морис Марфи као пољски пилот (непотписан)
- Френк Рајхер као пољски званичник (непотписан)

## Продукција
Лубич никада није разматрао никога осим Џека Бенија за главну улогу у филму. Чак је написао лик имајући на уму Бенија. Бени, одушевљен што је редитељ Лубичевог калибра мислио на њега док ју је писао, одмах је прихватио улогу. Бени је био у тешкој ситуацији јер, зачудо, његов успех у филмској верзији Чарлијеве тетке (1941) није заинтересовао никога да га ангажује за свој филм.
За улогу Бенијеве супруге, студио и Лубич одлучили су се за Миријам Хопкинс, чија је каријера посртала последњих година. Улога је замишљена као повратак за ветеранску глумицу, али Хопкинсова и Бени се нису добро слагали и она је напустила продукцију.
Лубич је остао без водеће глумице све док Карол Ломбард, чувши за његову невољу, није затражила да буде размотрена за улогу. Ломбардова никада није радила са овим режисером и жудела је да добије прилику. Лубич се сложио и она је изабрана. Филм је Ломбардовој такође пружио прилику да ради са пријатељом Робертом Стеком, којег је познавала још од када је он био тинејџер. Филм је снимљен за United Artists, што је омогућило Ломбардовој да каже да је радила у свим већим студијима у Холивуду.

## Пријем
Филм, који се данас сматра једним од најбољих филмова у Лубичевој, Бенијевој и Ломбардиној каријери, у почетку није био добро прихваћен од стране јавности, од којих многи нису могли да схвате идеју исмевања тако стварне претње као што су били нацисти. Према недовршеним мемоарима Џека Бенија, објављеним 1991, његов рођени отац је изашао из биоскопа на почетку филма, згрожен што је видео сина у нацистичкој униформи, и заклео се да више неће крочити у биоскоп. Бени га је убедио у супротно и његов отац је на крају заволео филм и одгледао га је четрдесет шест пута.
Исто се не би могло рећи за све критичаре. Док су генерално хвалили Карол Ломбард, неки су презирали Бенија и Лубича и сматрали да је филм неукусан. Босли Краутер из новина The New York Times написао је да је „тешко замислити како неко може да поднесе, а да не трепне оком, потресан ваздушни напад на Варшаву одмах након низа фарсе или спектакла господина Бенија који игра сцену комедије са лешом из Гестапоа. Господин Лубич је имао чудан смисао за хумор — и замршен сценарио — када је снимао овај филм.” The Philadelphia Inquirer се сложио, називајући филм „бездушним, неукусним покушајем да се нађе забава у бомбардовању Варшаве”. Неке критичаре посебно је увредила реченица пуковника Ерхарта: „О, да, одгледао сам га [Туру] једном у Хамлету. Оно што је урадио Шекспиру ми сада радимо Пољској.”
Међутим, друге критике су биле позитивне. Variety га је назвао једном од Лубичевих „најбољих продукција у протеклих неколико година… солидним комадом забаве”. Harrison's Reports назвао га је „упијајућом драмедијом ратног времена, стручно режираним и одглумљеним. Радња у сваком тренутку држи у напетој неизвесности, а комедија дијалога, као и глума, готово непрестано засмејава”. Џон Мошер из The New Yorker-а такође је похвалио филм, написавши: „Та комедија би могла да буде постављена у Варшави у време њеног пада, када су је нацисти освојили, и не би деловала превише неприкладно да би је сматрали Лубичевим тријумфом.”

Године 1943. критичарка Милдред Мартин је рецензирала још један Лубичев филм за The Philadelphia Inquirer и дерогативно се осврнула на његово немачко порекло и његову комедију о нацистима у Пољској. Лубич је одговорио објављивањем отвореног писма новинама у којем је написао: 
Оно што сам сатиризовао у овом филм су нацисти и њихова смешна идеологија. Сатиризовао сам и став глумаца који увек остају глумци без обзира на то колико је ситуација опасна, што верујем да је истинито запажање. Може се расправљати о томе да ли се трагедија Пољске, реалистично приказана у филму, може спојити са сатиром. Верујем да може, као и публика коју сам посматрао током пројекције филма; али ово је ствар дебате и свако има право на своју тачку гледишта, али је свакако далеко од режисера рођеног у Берлину који налази забаву у бомбардовању Варшаве.
У последње време филм је постао признат као класик комедије. Тренутно има рејтинг одобравања од 96% на сајту Rotten Tomatoes са просечном оценом од 8,7/10, на основу 47 рецензија, уз консензус: „Сложена и правовремена сатира са толико мрака колико и шала, Бити или не бити Ернста Лубича деликатно балансира хумор и етику.” Словеначки критичар и филозоф Славој Жижек назвао ју је својом омиљеном комедијом, у интервјуу 2015. године, где је приметио: „То је лудило, мислим да не можете направити бољу комедију”.

## Награде и признања
Филм је био номинован је за једног Оскара, за најбољу музику у драми или комедији.
Филм се нашао на следећој листи Америчког филмског института:
- 2000: 100 година АФИ-ја… 100 комедија − 49. место[18]

## Римејкови
- Адаптацију радио драме Бити или не бити продуцирао је Screen Guild Theatre 18. јануара 1943. са Вилијамом Пауелом и Дајаном Луис у главним улогама.
- Римејк, такође под именом Бити или не бити, издат је 1983. године. Режирао га је Алан Џонсон, а главне улоге су играли Мел Брукс и Ен Банкрофт.
- Јирген Хофман је 1988. године написао сценску адаптацију на немачком.
- Боливудска верзија, Maan Gaye Mughal-e-Azam, објављена је 2008. године.
- Сценска верзија под називом Бити или не бити премијерно је изведена на Бродвеју 2008. године.
- Сценску адаптацију су у Будимпешти направили Мартон Ласло, Радноти Жужа и Дерес Петер 2011. године.[19]
- Сценску адаптацију је у Мадриду направио Хуан Ечанове 2022. године.[20]

### Даље читање
- Eyman, Scott Ernst Lubitsch: Laughter in Paradise p. 302